# Иннокентий (Ветров)
Епископ Иннокентий (в миру Дмитрий Александрович Ветров; 8 сентября 1973, Томск) — епископ Русской православной церкви, епископ Мариинский и Юргинский.

## Биография
Родился 8 сентября 1973 года в городе Томске в семье рабочих.
С раннего возраста нёс послушание алтарника в Петропавловском соборе Томска. Большое влияние на духовное становление и выбор жизненного пути оказали архимандрит Роман (Жеребцов) и инокиня Надежда (Губина).
По окончании восьмилетки получил профессию повара в СПТУ № 39 г. Томска. В течение года работал по специальности, а также окончил вечернюю школу. В 1991 году поступил на второй курс Тобольской православной духовной семинарии.
В 1991 году поступил на 2 курс Тобольской духовной семинарии. В 1992 году перевёлся в Курскую духовную семинарию.
7 апреля 1994 года, в праздник Благовещения Пресвятой Богородицы, епископом Белгородским Иоанном, ректором Курской Духовной Семинарии, был пострижен в рясофор с именем Тихон в честь святителя Тихона, патриарха Всероссийского и рукоположен в сан диакона.
Во время обучения в духовной школе нёс послушания преподавателя церковно-славянского языка и дежурного помощника инспектора.
В преддверии выпуска, в 1995 году, был рукоположен в сан иеромонаха и был зачислен в братию Курской Коренной Рождества Богородицы пустынь.
В 1996 году, в связи с разделением епархии, перешёл в штат новообразованной Белгородской епархии, где нёс преподавательское и административное послушания при Белгородской духовной семинарии (с миссионерской направленностью). Был участником многочисленных миссионерских поездок по Якутской, Анадырской, Элистинской епархиям.
5 января 1997 года епископом Белгородским Иоанном был пострижен в мантию (малую схиму) и наречён Иннокентием в честь святителя Иннокентия, митрополита Московского.
В том же году поступил на заочное отделение Киевской духовной академии, которую окончил экстерном в 1999 году, защитив дипломную работу «Культ язычества русских славян и его отношение к христианству».
С 2003 года — клирик Кемеровской епархии. Продолжил преподавательскую деятельность в Новокузнецкой духовной семинарии.
С 2004 по 2005 год исполнял обязанности проректора по воспитательной работе.
5 мая 2005 года возведён в сан игумена.
6 февраля 2006 года назначен настоятелем Свято-Никольского прихода на Форштадте (г. Новокузнецк).
В 2007 году защитил диссертацию на тему «Аппологетически-полемическая монашеская письменность на Руси в 16-17 веках», получив степень кандидата богословия.
С декабря 2011 года — заместитель Председателя Епархиального суда.
26 июля 2012 года решением Священного Синода избран епископом Мариинским и Юргинским.
29 июля 2012 года митрополит Саранский и Мордовский Варсонофий (Судаков) в домовом храме Всех святых, в Земле Российской просиявших, Патриаршей резиденции в Даниловом монастыре возвёл игумена Иннокентия в сан архимандрита.
31 июля 2012 года в крестовом храме в честь Владимирской иконы Божией Матери рабочей Патриаршей резиденции в Чистом переулке наречён во епископа Мариинского и Юргинского. Чин наречения возглавил Святейший Патриарх Московский и всея Руси Кирилл.
21 августа 2012 года в Спасо-Преображенском соборе Соловецкого ставропигиального монастыря хиротонисан во епископа Мариинского и Юргинского. Хиротонию совершили: патриарх Московский и всея Руси Кирилл,  митрополит Саранский и Мордовский Варсонофий (Судаков), митрополит Белгородский и Старооскольский Иоанн (Попов), митрополит Архангельский и Холмогорский Даниил (Доровских), митрополит Кемеровский и Прокопьевский Аристарх (Смирнов), архиепископ Сергиево-Посадский Феогност (Гузиков), епископ Солнечногорский Сергий (Чашин), епископ Нарьян-Марский и Мезенский Иаков (Тисленко), епископ Губкинский и Грайворонский Софроний (Китаев).
25 августа 2012 года прибыл к месту служения.

## Награды
церковные
- набедренник (3.04.1997)
- наперсный крест (1.04.2000)
- юбилейная медаль «15 лет Кемеровской и Новокузнецкой епархии» (2008)
- палица (4.04.2010)
- архиерейские грамоты. (2004, 2006, 2012)

светские
- юбилейная медаль «60 лет Дню шахтера» (2007)
- медаль «За веру и добро» (2011)